# Unholy Partners
Unholy Partners is een Amerikaanse dramafilm uit 1941 onder regie van Mervyn LeRoy.

## Verhaal
De journalist Bruce Corey keert na de oorlog uit Frankrijk terug naar New York. Hij heeft nieuwe ideeën over journalistiek, die de hoofdredacteur niet bevallen. Hij besluit dan maar zelf een nieuwe boulevardkrant op te richten. Daarvoor doet hij een beroep op de maffia.

## Rolverdeling
| Acteur             | Personage           |
| ------------------ | ------------------- |
| Edward G. Robinson | Bruce Corey         |
| Edward Arnold      | Merrill Lambert     |
| Laraine Day        | Juffrouw Cronin     |
| Marsha Hunt        | Gail Fenton         |
| William T. Orr     | Thomas Jarvis       |
| Don Beddoe         | Michael Z. Reynolds |
| Walter Kingsford   | Mijnheer Peck       |
| Charles Dingle     | Clyde Fenton        |
| Charles Halton     | Phil Kaper          |
| Joe Downing        | Jerry               |
| Clyde Fillmore     | Jason Grant         |
| Emory Parnell      | Kolonel Mason       |
| Don Costello       | Georgie Pelotti     |
| Marcel Dalio       | Molyneaux           |